# Stygnoleptes gibber
Stygnoleptes gibber is een hooiwagen uit de familie Zalmoxioidae.